# Tibo Debaillie
(en) Statistiques sur statscrew
Tibo Debaillie (né le 10 septembre 1997 à Gistel en Belgique) est un sportif professionnel de football américain jouant au poste de defensive lineman pour les Lions de la Colombie-Britannique dans le Ligue canadienne de football (LCF).
Il a joué au niveau universitaire pour les Tigers de Towson dans la NCAA Division I FCS après avoir joué en Belgique pour les Pirates d'Ostende.

## Jeunesse
Debaillie est né en Belgique dans la commune de Gistel. Son père Yvan et trois de ses oncles ont été joueurs de football américain dans les années 1980,.
Il abandonne assez rapidement la pratique du football (soccer) et rêve de rejoindre une équipe universitaire aux États-Unis. Il intègre l'équipe des Pirates d'Ostende de la Ligue belge de football américain à l'âge de 13 ans,. Au cours de ses cinq années à Ostende, il remporte deux titres de meilleur joueur de la saison ainsi que le Belgian Bowl XXIX (en). Il est sélectionné à quatre reprises en équipe nationale belge et joue contre la Pologne deux jours après son 16e anniversaire,,.
En 2016, Debaillie est découvert par Europe’s Elite, une organisation cofondée par l'ancien joueur professionnel de football américain Brandon Collier qui met en contact les talents européens avec les entraîneur d'équipes universitaires aux États-Unis,. Il effectue ainsi un voyage au cours duquel il visite les universités Penn State, Maryland, Towson, Albany et UMass en tant que meilleur espoir d'Europe's Elite,. Il retourne à Towson avec sa famille début septembre et s'y inscrit rapidement.

## Carrière universitaire
Debaillie joue pour les Tigers de Towson dans la NCAA Division I FCS entre 1917 et 2019, totalisant en 22 matchs, 29 plaquages dont trois pour perte et 1 ½ sacks. Il déclare que le plus gros changement auquel il a du s'adapter est le rythme du jeu qui est plus élevé en Amérique.
Il dispute les 11 matchs lors de sa saison freshman, réalisant un sack contre les rivaux de l'État, les Terrapins du Maryland. Il ne dispute que deux matchs en tant que sophomore à la suite d'une blessure. En 2019, il commence 9 matchs en tant que titulaire de la ligne défensive, enregistrant neuf plaquages (record en carrière universitaire) contre les Bulldogs de Citadel ainsi qu'un sack partagé réussit sur Kyle Trask (en) des Gators de la Floride,. La saison 2020 est annulée à la suite de la pandémie de Covid-19. L'entraîneur principal Rob Ambrose (en) a déploré l'année perdue par Debaillie, déclarant qu'elle aurait dû être sa meilleure année, celle dont il aurait pu parler et se vanter pour le reste de sa vie. Ayant pu obtenir un vol vers la Belgique avant que les déplacements aériens ne soient interdits, Debaillie termine ses cours en ligne tout en continuant à se maintenir en condition.

## Carrière professionnelle

### Elks d'Edmonton
Après avoir effectué 31 développés couchés lors du Combine de la LCF, Debaillie est sélectionné en 20e choix global lors de la draft 2021 de la LCF par la franchise des Elks d'Edmonton. Il y signe son contrat deux semaines plus tard et intègre officiellement l'effectif final en août. Il apparaît lors des deux premiers matchs de la saison en équipes spéciales avant d'être renvoyé dans l'équipe d'entraînement,. Il réintègre l'effectif en 13e semaine lors de la défaite face aux Tiger-Cats de Hamilton au cours de laquelle il réussit son premier plaquage en tant que defensive tackle avant d'être remis dans l'équipe d'entraînement.

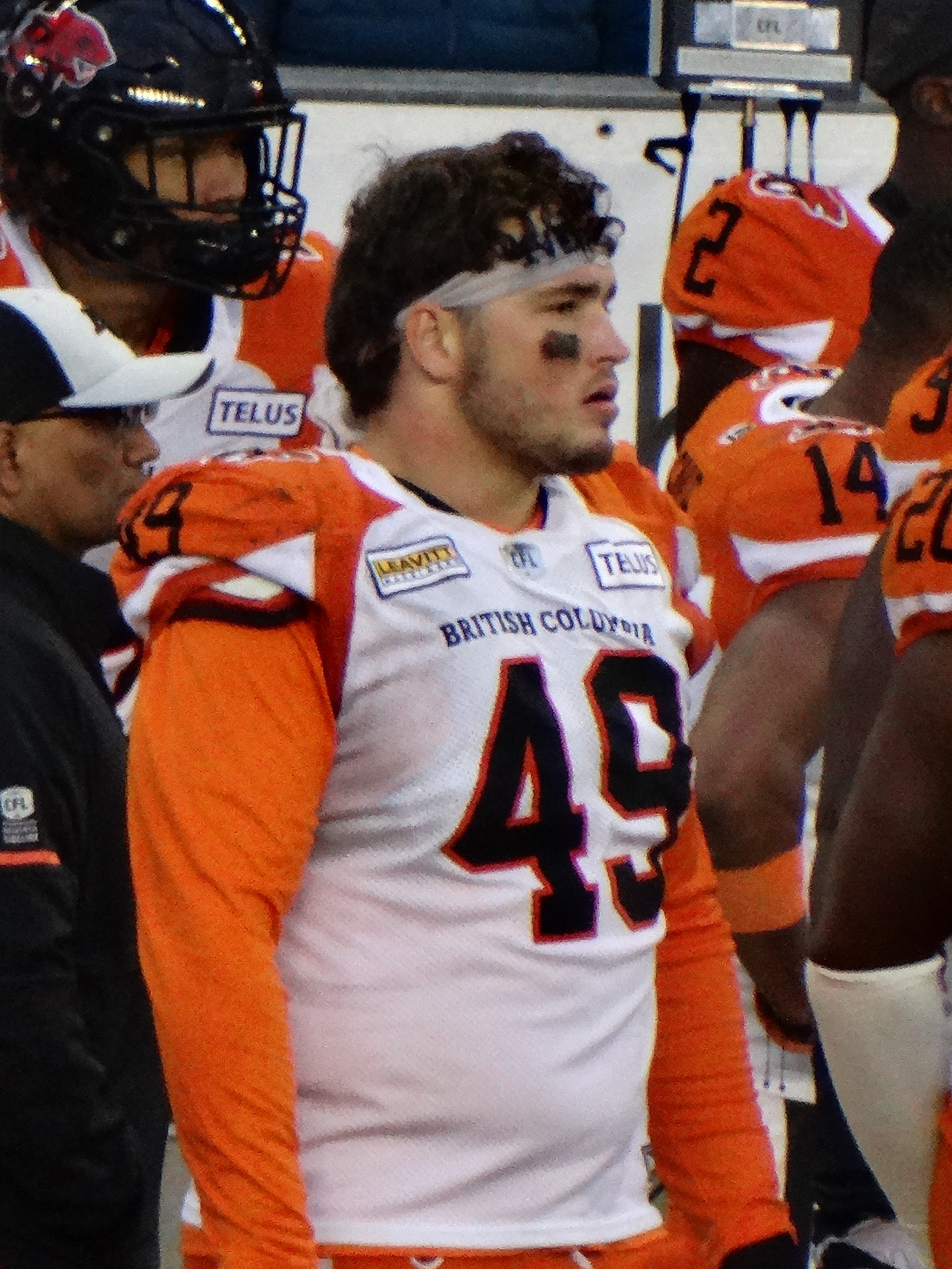
Debaillie en 2022 chez les Lions

Il resigne avec les Elks le 15 décembre 2021 mais est libéré pendant l'entre saisons.

### Lions de la Colombie-Britannique
Le 3 mai 2022, Debaillie signe avec les Lions de la Colombie-Britannique. Même s'il n'y est pas considéré comme titulaire, il réalise une excellente saison et participe aux 18 matchs de la saison en totalisant 20 plaquages, 3 sacks et 1 fumble recouvert.
En 2023, il participe aux 18 matchs de la saison régulière dont 2 en tant que titulaire, totalisant 14 plaquages défensifs et un sack. Agent libre potentiel, Debaillie re-signe pour un an avec les Lions le 30 janvier 2024.
Il inscrit son premier touchdown en carrière le 9 juin 2024 lors du match contre les Argonauts de Toronto, Debaillie récupérant un fumble de  Cameron Dukes (en) qu'il retourne ensuite sur 20 yards dans la zone d'en-but adverse. Il devient ainsi le premier joueur mondial (hors Canada et États-Unis) de l'histoire de la LCF à avoir inscrit un touchdown.
9 janvier 2025, Debaillie signe une extension de contrat de deux ans avec les Lions.